# Municipio de Posen (Minnesota)
El municipio de Posen (en inglés, Posen Township) es un municipio del condado de Yellow Medicine, Minnesota, Estados Unidos. Tiene una población estimada, a mediados de 2021, de 217 habitantes.
Abarca una zona exclusivamente rural.

## Geografía
Está ubicado en las coordenadas 44°34′42″N 95°32′2″O / 44.57833, -95.53389. Según la Oficina del Censo de los Estados Unidos, tiene una superficie total de 93.4 km², de la cual 90.9 km² corresponden a tierra firme y 2.5 km² son agua.

## Demografía
Según el censo de 2020, en ese momento había 220 personas residiendo en la zona. La densidad de población era de 2.4 hab./km². El 98.18 % de los habitantes eran blancos, el 0.45 % era asiático y el 1.36 % eran de una mezcla de razas. Del total de la población, el 0.91 % eran hispanos o latinos de cualquier raza.